# NGC 7299
NGC 7299 é uma galáxia espiral barrada (SBc) localizada na direcção da constelação de Grus. Possui uma declinação de -37° 48' 35" e uma ascensão recta de 22 horas, 31 minutos e 33,0 segundos.
A galáxia NGC 7299 foi descoberta em 1 de Setembro de 1834 por John Herschel.